# Victor de Vite
Victor de Vite (vers 440 - après 484), Victor episcopus Vitensis, évêque en Byzacène, auteur de la principale source sur les incursions vandales en Afrique romaine, Histoire de la persécution vandale en Afrique. Il est fêté le 23 août.

## Éléments biographiques
Victor de Vite a vraisemblablement vu le jour entre 440 et 445. Il est vraisemblablement issu de la patria Vitensis, siège d'un évêché situé a priori dans la partie Nord de la province de Byzacène : dans son récit des incursions vandales, Victor manifeste sa connaissance de la région de Thambeae et d'Aquae Regiae, non loin l'actuelle ville de Kairouan.
Les indications les plus précises le concernant remontent en 477, date du règne d'Hunéric. Dès 480, il semble établi comme membre du clergé de Carthage. Il assiste  personnellement aux premières  violences et persécutions qui sont exercées contre les fidèles catholiques. En 482, il est contraint à l’exil et doit abandonner son église. Victor partage le sort  des chrétiens persécutés et assiste les évêques et les clercs proscrits qu’il accompagne en exil.
Il est de retour à Carthage en 484 où se perpétuent les exactions vandales.
Vers 504, il aurait consacré Fulgence évêque de Ruspe, en contrevenant à l'édit de Thrasamund qui défendait d'ordonner des évêques à la place de ceux qui mourraient. Pour ce délit, il est exilé en Sardaigne, où il meurt vers l'an 510.

## Œuvres
- Histoire de la persécution vandale en Afrique (Historia pesecutionis Africanae provinciae, temporibus Geiserici et regum Hunirici Wandalorum). Extrait du Prologue :

« Quant à moi, soumettant une nuque d'obéissance à l'injonction celui qui me donne ordre, je m'efforcerai de faire connaître, de façon succincte et brève, les événements survenues dans les contrées africaines quand s'y déchaînaient les Ariens ; et tel un ouvrier dans les campagnes, les épaules lasses, je recueillerai l'or des filons cachés. Mais cette matière, prise encore dans une gangue d'impuretés, je la remettrai sans tarder à l'artiste pour qu'il lui fasse subir l'épreuve du feu et qu'il puisse en façonner des pièces de monnaie. »

Cet ouvrage fut rédigé vraisemblablement sous le règne de Gunthamund. Son dessein est de dresser le tableau des persécutions anticatholiques sous les premiers règnes vandales. Quelques indications suggèrent que la rédaction fut destinée à la Cour de Constantinople ou plus largement aux autorités impériales. Le premier livre concernant le règne de Genséric (427-477) est tiré de rapports de tiers, tandis que les deuxième et troisième livres, couvrant le règne de son fils Hunéric, constituent un compte strictement contemporain des événements, dont l'auteur a été pour l'essentiel un témoin oculaire. Le récit s'achève avec le décès d'Hunéric, le 22 septembre 484.
Il s’agit, comme son titre l'indique, d’une source défavorables aux Vandales et à ce titre, elle fut longtemps regardée comme excessive. Mais cette partialité ne peut être reprochée à son auteur. Le titre est effet à valeur de programme même si l’ouvrage en son entier est marqué par une « dramaturgie du témoignage » (selon Serge Lancel). L’ensemble est servi par un art achevé du témoignage et du récit.
Victor jette beaucoup de lumière sur les conditions sociales et religieuses à Carthage et sur la liturgie africaine de la période.
Son histoire contient beaucoup de documents précieux, non accessibles autrement, par exemple la Confession de foi établie pour les évêques orthodoxes par Eugène de Carthage et présenté à Hunéric lors de la conférence des évêques catholiques et ariens en 484.
Les manuscrits de l’œuvre comportent en annexe deux documents qui ne sont probablement pas de Victor : 
- La passion des martyrs, (Qui Passio martyrum beatissimorum apud sous Carthaginem sunt passi impio rege Hunerico (die VI non Julias 484..)) qui est peut-être le travail d'un de ses contemporains, et
- Le registre des provinces et des cités d'Afrique (Notitia Provinciarum et Civitatum Africae), liste des évêques convoqués à la Conférence de Carthage de 484 et de leurs sièges épiscopaux dans les sept provinces romaines de l'Afrique du Nord : Proconsulaire, la Numidie, la Byzacène, la Maurétanie Césarienne, la Maurétanie Sitifensis, la Tripolitaine, la Sardaigne. Il fournit des indications précieuses de géographie ecclésiastique de cette partie de l'Afrique. et comporte également le nom des évêques exilés et des sièges vacants.

## Traduction
- Histoire de la persécution vandale en Afrique, édition et préface de Serge Lancel, Les Belles Lettres, 2002.